# SIPOC
A SIPOC modell egy üzleti folyamat tervezést, a vállalat kulcs folyamat-tényezőinek rendszerezett kategorizálását segítő módszer. A SIPOC egy angol betűszó mely a vállalati folyamatokat a támogató, bemeneti, folyamat-jellegű, kimeneti, és a vevőkiszolgálással kapcsolatos kategóriákra bontja, és ezen folyamatelem kategóriák angol elnevezésének kezdőbetűiből áll.

## Rövid leírás
Strukturált folyamatfejlesztési projekt kezdetekor, amely végrehajtható például Lean, Six Sigma, vagy magyarul Hat szigma vagy TQM módszerrel hasznos a projektalapító okirat, vagy angolul project charter megírása előtt elkészíteni az ún. SIPOC (, vagy gyakran COPIS) diagramot. Ez a dokumentum egy leegyszerűsített folyamatábra, s makro szemszögből mutatja meg a fejlesztésbe bevont kulcs vállalati folyamat (angolul Process) határait, az egyes folyamatlépések Inputjait és Outputjait, valamint a vevőket (angolul Customers) és a szállítókat (angolul Suppliers).
A dokumentumnak nincs kötött formája, mivel az elsődleges szempont, hogy a folyamatfejlesztő csapat számára kijelölje a végrehajtandó projekt határait és megegyezzenek a főbb lépésekről. Mivel csak a főbb folyamatokat jeleníti meg lineáris módon döntési elágazások, visszacsatolások nélkül, így a kulcs üzleti folyamatokban megbúvó hibák, veszteségforrások felderítésére nem alkalmas. Erre inkább folyamattérképet, vagy értékáramlás térképet kell majd részletesen kidolgozni, miután a projekt alapító okirat elfogadásra és aláírásra került.
A SIPOC rövidítés tehát a szállítók, inputok, folyamatlépések, outputok, vevők angol szavak rövidítései, melyek a lenti ábrán találhatóak.
A vevői igények kielégítésének hangsúlyozása érdekében az eszközt gyakran COPIS diagramnak is nevezi a szakirodalom, s kitöltése a fenti felsoroláshoz képest fordított kezdve a vevővel és a szállítókkal záródóan.
A Kaizen folyamat, vagy DMAIC módszer Definiálás fázisában alkalmazzák többek között az alábbi esetekben:
- Helikopter szintű áttekintést nyújt a folyamatról mindazoknak, akik azt nem ismerik,
- Behatárolásra kerül a projekt fókusz a kezdeti, illetve végső lépés definiálásával,
- Azonosításra kerülnek azok a területek, ahonnan erőforrásokat kell bevonni a folyamatfejlesztési projekt végrehajtásába,
- Segít a kialakítandó új folyamat definiálásában

## SIPOC diagram elkészítése:[3]
1. Kezdje a folyamatlépések leírásával, mely lineáris legyen és ne haladja meg a 3-5 lépést!
2. Szedje össze a stakeholdereket, azaz a külső, illetve belső vevőket és szállítókat!
3. Sorolja fel a legfontosabb inputokat és outputokat a kulcs folyamattal kapcsolatosan!

Néhány megjegyzés a SIPOC diagrammal kapcsolatosan:
- Mind a szállítók, mind a vevők lehetnek a szervezethez tartozóak, illetve azon kívüliek
- A felsorolt inputok, illetve outputok nem csupán megfogható dolgok lehetnek, hanem például egy ISO eljárás, vagy akár várakozási idő
- A lényeg nem a teljeskörű felsoroláson, hanem a főbb tényezők azonosításán van, hogy a projekt alapító okirat elkészülhessen

- Az inputok, illetve outputok tekinteteben csak a legfontosabbakra kell most koncentrálni. Ezek lehetnek fizikálisan megfogható dolgok, de lehet akár egy ISO utasítás, vagy például várakozási idő
- SIPOC diagram egyedül is elkészíthető a folyamatfejlesztési projekt e fázisában, azonban a projekt alapító okirat elkészítésekor mindenképp szükséges átbeszélni a folyamat tulajdonosával, illetve a szponzorral.

## SIPOC diagram minta

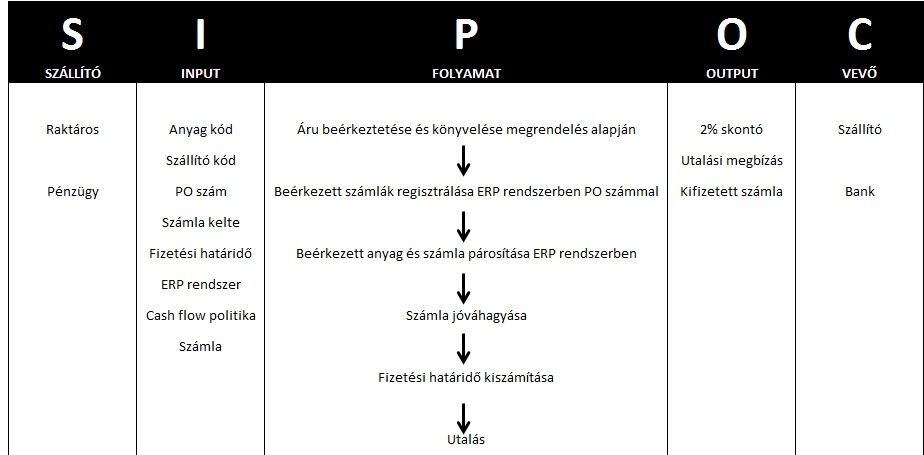
SIPOC diagram minta irodai terület

## Értékáramlás térkép, vagy folyamattérkép (SIPOC)[4]
A lean módszer, valamint a six sigma eljárás látszólag különböző vizuális eszközöket alkalmaz a fejlesztendő üzleti kulcsfolyamat megértésére. A folyamatfejlesztő szakemberek gyakran csak értékáramlás térképet, vagy folyamattérképet készítenek annak függvényében, hogy melyik eljárás mellett kötelezték el magukat. A lean six sigma módszer szerint viszont, amely összekapcsolja a lean sebességet a six sigma minőséggel, hasznos, ha makro szinten az értékáramlás feltérképezésével kezdődik a munka, majd ezt követik a részletes folyamattérképek azokra a lépésekre, ahol jobban meg szeretné érteni a fejlesztő csoport, hogy miért akad el az anyagok, termékek, valamint az információ áramlása, vagy keletkezik hiba és ingadozás a folyamat kimenetében.
Mindkét dokumentum esetén célszerű a papír alapon történő elkészítés post it-ekkel, az abban résztvevők könnyebb kommunikációja és együttműködése érdekében, s csak az elkészült dokumentumok kerülnek digitalizálásra, hogy könnyebben meg lehessen osztani másokkal.
A különböző részletesség és fókusz miatt más-más hangsúlyt kapnak az egyes mutatószámok is. Míg VSM esetén könnyen lehet hivatkozni a vállalati KPI mutatókra az áramlás számítás mellett, addig egy konkrét kaizen akció, vagy DMAIC projekt esetén ez nem igazán célszerű azok összetettsége miatt. Ez utóbbi esetben célszerű a VSM-ben szereplő KPI mutatókat tovább bontani, részletezni, továbbá kifejezetten a vevői specifikációkra vonatkozó mutatókkal kiegészíteni.
| Tulajdonság           | Értékáramlás térkép | Folyamattérkép (SIPOC) |
| Célja                 | Stratégiai fejlesztési terv | Taktikai fejlesztési terv Lean Six SIgma projekt indításakor                                                                                        |
| Csoporttagok          | Keresztfunkcionális, főként menedzsment tagok | Keresztfunkcionális, főként folyamatfejlesztő szakemberek az MAIC szakaszban, de a projektvezető plusz a folyamat tulajdonosa a definiálás fázisban |
| Mikor készül          | Fejlesztési akció végrehajtása előtt | Fejlesztési akció végrehajtása során a Definiálás fázisban                                                                                          |
| Nézet                 | Makro A kapcsolódó folyamatokra fókuszál | Makro, majd mikro a részletes folyamattérkép elkészítésekor Az egyes lépésekre adott folyamaton belül                                               |
| Fókusz                | "Faltól falig"; ideális esetben a teljes értékláncra | Értékáramlás térkép adott részfolyamata |
| Külalak               | Sajátos jelölésrendszer | Folyamatábra, akár "uszodai sávok" stílusban |
| Információ áramlás    | Fontos komponens | Kevésbé hangsúlyos |
| Kulcs mutatók (KPI's) | Átfutási idő (Lead Time - LT) Ciklusidő (Cycle Time - CT) Várakozási idő (Waiting Time - WT) Átállási idők (Change Over - CO) Hibamentes % (Yield %) Időben % (Accurate %) | Ciklusidő (Cycle Time - CT) Hibamentes % (Yield %) Időben % ( Accurate %) Vevői specifikációk, toleranciák                                          |
| Facilitátor           | Erős személy; képes a menedzserekkel kommunikálni, együttműködni | Erős személy; képes a tényleges folyamatot működtető dolgozókkal kommunikálni, együtt dolgozni                                                      |
| Elkészítési idő       | 3 nap | 1-2 óra (a részletes folyamattérképé viszont 4-8 óra)                                                                                               |